# NGC 4376
NGC 4376 (również PGC 40494 lub UGC 7498) – galaktyka nieregularna (Im), znajdująca się w gwiazdozbiorze Panny. Odkrył ją William Herschel 2 lutego 1786 roku. Należy do Gromady w Pannie.